# پائولا
پائولا 
(به مالتی: Paola) شهری در ناحیهٔ هاربور جنوبی واقع در کشور مالت است که در سال ۱۹۹۵ میلادی ۹٫۴۰۰ نفر جمعیت داشته اما جمعیت آن در سال ۲۰۰۵ میلادی ۸٫۸۵۶ نفر بوده‌است.